# Altocumulus volutus
L'Altocumulus volutus è un tipo di altocumulo. Questo tipo di nuvola ha l'aspetto di una linea singola, piccola, orizzontale e leggermente ondulata da non confondere però con l'instabilità di Kelvin-Helmholtz. È relativamente più raro rispetto alla sua controparte lo stratocumulus volutus. Questa nuvola non tende ad aggregarsi a nessun'altra nuvola. Può apparire alle volte con altocumuli di specie diverse. Si può osservare spesso durante un temporale, si forma quando l'aria fredda proveniente dalla corrente discendente di un temporale fa salire l'aria calda e umida già presente, espandendosi e raffreddandosi mentre sale. Quindi si condensa, anche se lo scenario più probabile è che si condensi in una arcus ed è per questo che sono piuttosto rare. Quando si osserva in zone senza fronti temporaleschi la causa della sua formazione è il wind shear.